# 김승모
김승모 (2006년 7월 3일~)는 대한민국의 앰퍼샌드원의 멤버이다.

## 경력
- 2023년 ~ 그룹 앰퍼샌드원 멤버

## 개요
2023년 11월 15일에 데뷔한 대한민국의 7인조 다국적 보이그룹 앰퍼샌드원의 멤버. 그룹 내에서 막내와 보컬을 맡고 있다.

## 여담
- 스타쉽엔터테인먼트 연습생 출신이라 실제로 CRAVITY의 모든 멤버들과 친하다고 한다.
- 문성현과 한림예고 연예과, FNC엔터테인먼트 06년생 친구이다.
- 연습생 기간은 4년이라고 한다.
- 처음에는 어머니께서 염색모를 반대하셨다고 한다.
- 영어 이름은 Sean(션)이다.
- 태명은 건강이라고 한다.
- 전교 회장을 맡아본 경험이 있고, 중3 때까지 반 회장을 다 해봤다고 한다.
- 티볼 학교 대표였다고 한다.
- 스피드 스케이팅을 2년간 했다고 한다.
- 아이스 하키를 6개월간 했다고 한다.